# 長谷川顕
長谷川 顕（はせがわ けん、生年不明 - 1985年（昭和60年）3月20日）は、戦前から戦後にかけてに活躍した日本の歌手、サックス演奏者。別名：伊藤 英二。

## 経歴・人物
第二次カジノ・フォーリーの専属ジャズバンドを率いた。その後南里文雄率いるジャズバンド『南里文雄とホット・ペッパーズ』でテナーサックスを吹いていた。1935年（昭和10年）から翌年にかけてタイヘイで10面ほどのジャズソングを吹き込み、特にコメディーソングを得意としていた。同年7月に発売された『凸凹人生』の原曲は、後に榎本健一が歌って有名になった『洒落男』である。また阪神間の杭瀬にあったダンスホール「パレス」にジャズバンドを率いて出演し、その後1937年（昭和12年）にはタンゴバンドに衣替えしている。戦後は伊藤英二と名乗り、『伊藤英二とスイングエンゼルス』というバンドを率いた。1985年（昭和60年）に死去。

## 代表曲
- 『凸凹人生（洒落男）』（訳詞 松本英一、編曲 南里文雄、昭和10年）
- 『オゝいや』（訳詞 小笠原新、編曲 平茂夫、ミス・タイヘイとのデュエット、昭和10年）
- 『イエスサー流線型ヨ』（昭和10年）
- 『土人のお祭』（昭和10年）
- 『君を偲びて』（漣菊子とのデュエット、昭和11年）
- 『ボクの虎の巻（月光価千金）』（昭和11年）
- 『イエス・サー、ザッツ・マイ・ベイビー』（昭和11年）
- 『一文なしでハッチャッチャ』（昭和11年）